# Överhogdals socken
Överhogdals socken ligger i Härjedalen, ingår sedan 1974 i Härjedalens kommun och motsvarar från 2016 Överhogdals distrikt.
Socknens areal är 224,00 kvadratkilometer, varav 216,20 land. År 2000 fanns här 133 invånare. Kyrkbyn Överhogdal med sockenkyrkan Överhogdals kyrka ligger i socknen. 

## Administrativ historik
Överhogdals socken bildades 1466 genom en utbrytning ur Svegs socken. 
Vid kommunreformen 1862 överfördes ansvaret för de kyrkliga frågorna till Överhogdals församling och för de borgerliga frågorna till Överhogdals landskommun. Landskommunen inkorporerades 1952 i Hogdals landskommun som 1974 uppgick i Härjedalens kommun. Församlingen uppgick 2006 i Ytterhogdal, Överhogdal och Ängersjö församling.
1 januari 2016 inrättades distriktet Överhogdal, med samma omfattning som församlingen hade 1999/2000.  
Socknen har tillhört fögderier, tingslag och domsagor enligt vad som beskrivs i artikeln Härjedalen.

## Geografi
Överhogdals socken ligger kring Ljusnans biflöde Hoan. Socknen är utanför den djupt nedskurna älvdalen en kuperad bergs- och skogsbygd med höjder som i halva arealen når över 500 meter över havet.
Området genomkorsas av E45 samt Inlandsbanan.
År 1945 hittades ett gammalt gränsmärke i form av ett jättelikt flyttblock, den så kallade Skålsten på gränsen mellan Ytterhogdal och Överhogdal. Förutom denna finns, i samma område, ytterligare ett jätteflyttblock invid Hoan, den så kallade Risstenen.
Från Överhogdal kommer Överhogdalstapeten från vikingatiden, vilken återfanns i sakristians vedlår 1909.

## Fornlämningar
Man har anträffat ett fynd från stenåldern, men inga helt säkra förhistoriska fornlämningar. Från medeltiden finns lämningar i form av slagg och blästerugnar från så kallad lågteknisk järnhantering.

## Namnet
Namnet (1273 Hoadalenn) innehåller bygdenamnet Hogdal, 'dalgången runt ån Hoen'. Ånamnet (1273, Hoe) innehåller ho, tråg, ränna' syftande på fördjupningar i åns nedre lopp. Över som nämn 1430 eller 1484 syftar på att socknen ligger längre uppströms än Ytterhogdals socken.
Före 1910 skrevs namnet även Över-Hogdals socken.

## Befolkningsutveckling
| Befolkningsutvecklingen i Överhogdals socken 1750–2020 | Befolkningsutvecklingen i Överhogdals socken 1750–2020 | Befolkningsutvecklingen i Överhogdals socken 1750–2020 | Befolkningsutvecklingen i Överhogdals socken 1750–2020 | Befolkningsutvecklingen i Överhogdals socken 1750–2020 |
| --- | ------------------------------------------------------ | ------------------------------------------------------ | ------------------------------------------------------ | ------------------------------------------------------ |
| |                                                        |                                                        |                                                        |                                                        |
| År |                                                        |                                                        | Folkmängd                                              |                                                        |
| 1750 | 1750                                                   |                                                        | 149                                                    |                                                        |
| 1760 | 1760                                                   |                                                        | 153                                                    |                                                        |
| 1769 | 1769                                                   |                                                        | 150                                                    |                                                        |
| 1780 | 1780                                                   |                                                        | 140                                                    |                                                        |
| 1790 | 1790                                                   |                                                        | 144                                                    |                                                        |
| 1810 | 1810                                                   |                                                        | 168                                                    |                                                        |
| 1820 | 1820                                                   |                                                        | 200                                                    |                                                        |
| 1830 | 1830                                                   |                                                        | 201                                                    |                                                        |
| 1840 | 1840                                                   |                                                        | 225                                                    |                                                        |
| 1850 | 1850                                                   |                                                        | 230                                                    |                                                        |
| 1860 | 1860                                                   |                                                        | 249                                                    |                                                        |
| 1870 | 1870                                                   |                                                        | 254                                                    |                                                        |
| 1880 | 1880                                                   |                                                        | 306                                                    |                                                        |
| 1890 | 1890                                                   |                                                        | 310                                                    |                                                        |
| 1900 | 1900                                                   |                                                        | 343                                                    |                                                        |
| 1910 | 1910                                                   |                                                        | 353                                                    |                                                        |
| 1920 | 1920                                                   |                                                        | 487                                                    |                                                        |
| 1930 | 1930                                                   |                                                        | 492                                                    |                                                        |
| 1940 | 1940                                                   |                                                        | 478                                                    |                                                        |
| 1950 | 1950                                                   |                                                        | 502                                                    |                                                        |
| 1960 | 1960                                                   |                                                        | 445                                                    |                                                        |
| 1970 | 1970                                                   |                                                        | 301                                                    |                                                        |
| 1980 | 1980                                                   |                                                        | 212                                                    |                                                        |
| 1990 | 1990                                                   |                                                        | 169                                                    |                                                        |
| 2020 | 2020                                                   |                                                        | 72                                                     |                                                        |
| Anm: Källor: Umeå universitet - Tabellverket 1749-1859, Demografiska databasen, CEDAR, Umeå universitet, Folkmängden per distrikt, landskap, landsdel eller riket efter kön. År 2015 - 2022. |                                                        |                                                        |                                                        |                                                        |